# Eulonchetron
Eulonchetron är ett släkte av steklar som beskrevs av Graham 1966. Eulonchetron ingår i familjen puppglanssteklar.
Kladogram enligt Catalogue of Life och Dyntaxa:
| Eulonchetron | \| \| Eulonchetron sinense \| \| \| \| \| \| Eulonchetron torymoides \| \| \| \| |
|              | \| \| Eulonchetron sinense \| \| \| \| \| \| Eulonchetron torymoides \| \| \| \| |
|              | Eulonchetron sinense                                                             |
|              |                                                                                  |
|              | Eulonchetron torymoides                                                          |
|              |                                                                                  |